# Tommy Dorsey
Tommy Dorsey (Shenandoah, Pennsylvania, 1905. november 19. – Greenwich, Connecticut, 1956. november 26.) amerikai harsonás, trombitás; zenekarvezető.

## Pályakép
Az amerikai dzsessztrombitás a big band korszak vezető szereplője volt. Tiszta tónusú harsonajátékának köszönhetően „a swing szentimentális úriemberének” hívták. Figyelemre méltó a harsona szakmai ismerete, ami elismertté tette a zenészek körében.
Jimmy Dorsey az ifjabb testvére volt. Miután Dorsey az 1930-as évek közepén szakított testvérével, egy rendkívül népszerű és igen sikeres együttest vezetett az 1930-as évek végétől az 1950-es évekig.

## Zenekarai
- The Dorsey Brothers
- Original Memphis Five
- The California Ramblers

## Lemezek
- 1961: The One And Only Tommy Dorsey
- 1966: Tommy Dorsey's Dance Party
- 1971: This is Tommy Dorsey
- 1976: Tommy Dorsey (1937 – 1941)
- 1988: All-Time Greatest Dorsey/Sinatra Hits, Vol. 1-4
- 1982: Frank Sinatra & the Tommy Dorsey Orchestra
- 1990: Yes Indeed!
- 1991: Music Goes Round and Round
- 1994: Stop, Look and Listen
- 1999: The V-Disc Recordings
- 1999: 1937, Vol. 3
- 2001: This Is Tommy Dorsey & His Orchestra, Vol. 1
- 2004: 1939, Vol. 3
- 2004: Tommy Dorsey: The Early Jazz Sides: 1932 – 1937
- 2004: It's D'Lovely 1947–1950

## Szerzeményei
- 1929: You Can't Cheat a Cheater with Phil Napoleon and Frank Signorelli
- 1932: Three Moods
- 1937: The Morning After
- 1938: Chris and His Gang with Fletcher and Horace Henderson
- 1938: Peckin' With Penguins
- 1939: To You
- 1939: This Is No Dream
- 1939: You Taught Me to Love Again
- 1939: In the Middle of a Dream
- 1939: Night in Sudan
- 1939: Dark Laughter with Juan Tizol
- 1945: Fluid Jive
- 1946: Nip and Tuck
- 1947: Trombonology